# Retama raetam
La ginestra bianca (Retama raetam (Forssk.) Webb & Berthel., 1842) è una pianta appartenente alla famiglia delle Fabacee.

## Etimologia
L'etimologia del nome scientifico del genere Retama: sia in ebraico che in arabo rotem, retem o retama, definisce una corda legata al dito come un promemoria. Nella tradizione araba, inoltre, il nome Retam è un nastro che gli arabi usavano legare intorno ad un arbusto di ginestra bianca prima di partire; se al loro ritorno il nastro era al proprio posto erano certi di non essere stati traditi; in caso contrario il segno era quello, evidente, di un avvenuto tradimento.
È una pianta diffusa in Israele e citata nella Bibbia come genista raetam, secondo alcuni anche tra le specie presenti nel giardino dell'Eden.

## Descrizione

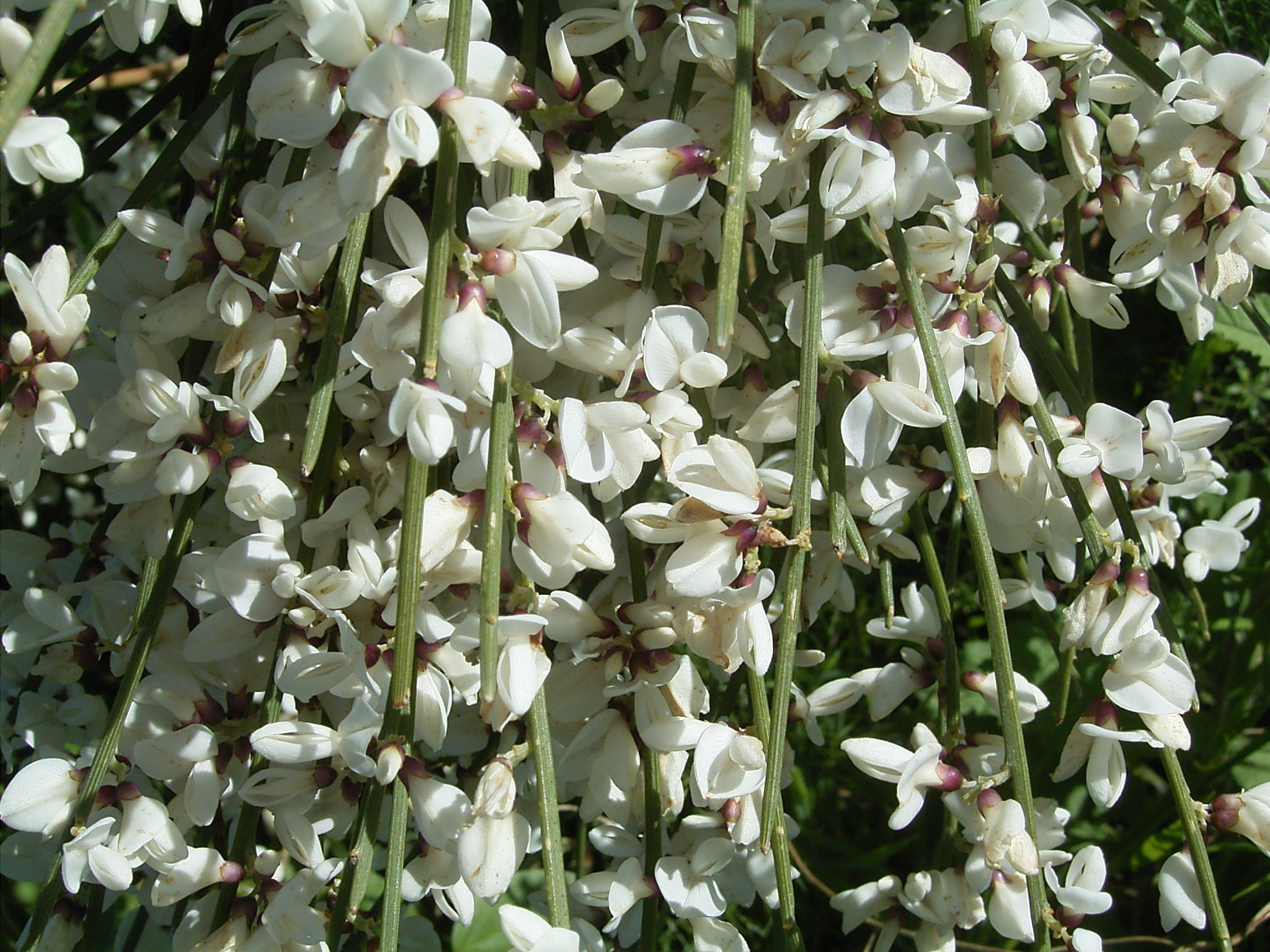
Fiori

È una specie a portamento arbustivo, che può raggiungere altezza di 1–2 m.

I fiori, di colore bianco, sono riuniti in racemi densi.

Il frutto è un baccello ellissoide.

## Biologia
Fanerofita cespitosa con fioritura da marzo ad aprile. I semi, che vengono generati al termine della fioritura, hanno vitalità sufficiente a garantire la sostituzione degli individui senescenti. Numerose plantule sono state osservate tra le ramificazioni basali di individui maturi che fungono probabilmente da nursery per i giovani individui. Ciò indicherebbe un meccanismo di disseminazione per gravitocoria.
La riproduzione avviene per seme, in natura solo nell'habitat dunale di riferimento; la riproduzione in vivaio ed il successivo impianto sono estremamente difficili; per le ginestre autoctone siciliane sono state effettuati del progetti di ricerca per lo studio dell'introduzione e delle potenzialità che hanno avuto successo, ma solo attraverso una opportuna scarificazione dei semi e delle accorte tecniche di crescita in vaso.

## Ecologia
Psammofita specializzata nella colonizzazione e stabilizzazione delle dune. In condizioni ecologiche idonee l’entità mostra la capacità di penetrare all’interno fino a 800 m dalla linea di costa nelle stazioni calabresi e fino a 7 km in alcune stazioni siciliane. Lungo la costa siciliana è stata descritta l’associazione Asparago horridi-Retametum gussonei Brullo, Asparago stipularis-Retametun gussonei riferibile al Periplocion angustifoliae. Mentre per quelle calabresi è stata proposta l’associazione Pistacio lentisci-Retametum gussonei.

## Distribuzione e habitat
Retama raetam è diffusa nelle isole Canarie e in parte del bacino del Mediterraneo (Spagna, Marocco, Algeria, Tunisia, Libia, Egitto, Israele, Giordania e Libano).
In Italia è presente unicamente la sottospecie R. raetam subsp. gussonei, in passato ritenuta un endemismo esclusivo della Sicilia orientale (distretto camarino-pachinense), nella fascia costiera tra Licata e Gela. È tuttavia presente anche in Calabria, principalmente nella duna di Marinella nel territorio di Cirò (KR). In tale sito costituisce la specie di riferimento dell'area Sic IT9320100 "Dune di Marinella". Recentemente sono state scoperte altre presenze in Calabria sulla costa tirrenica a nord di San Ferdinando (RC) e Nicotera (VV).

## Tassonomia
Sono note tre sottospecie:
- Retama raetam subsp. raetam
- Retama raetam subsp. bovei (Spach) Talavera & P.E.Gibbs
- Retama raetam subsp. gussonei (Webb) Greuter

## Proprietà
Sono in corso progetti di ricerca sulle proprietà farmacologiche di Retama retam, in particolare sugli effetti diuretici. Gli utilizzi diretti possono però anche essere tossici, allucinogeni o letali.